# KKR Uralec
Kompleks Kulturalno-Rozrywkowy Uralec (ros. культурно-развлекательный комплекс Уралец) – hala widowiskowo-sportowa w Jekaterynburgu, w Rosji.
Została otwarta w 1970 roku. Jej pojemność wynosi 5570 widzów. Swoje spotkania rozgrywa na niej hokejowy klub Awtomobilist Jekaterynburg występujący w rozgrywkach KHL, juniorski zespół Awto Jekaterynburg grający w rozgrywkach MHL oraz kobieca drużyna hokejowa Spartak-Mierkury Jekaterynburg. Na hali oprócz meczów hokeja na lodzie często odbywają się także różne koncerty, konferencje, wystawy, itp.